# Барт Аллен
Бартоломью Генри «Барт» Аллен II — супергерой комиксов издательства DC Comics. Первоначально Аллен появился в качестве супергероя Импульса, молодого помощника супергероя Флэша, прежде чем стать вторым супергероем, известным под псевдонимом Кид Флэш. Первоначально, в 1994 году, персонаж имел камео в выпуске The Flash #91, прежде чем получить полноценное появление в выпуске The Flash #92, после чего для него стали выпускать отдельную собственную серию комиксов под названием Impulse (1995—2002) и продолжили в виде серии The Flash: The Fastest Man Alive (2006—2007), в которой Барт стал четвёртым супергероем, надевшим мантию Флэша. Также Барт является одним из заметных персонажей серий комиксов о командах супергероев — Young Justice и Teen Titans. Будучи Флэшем, Барт также был центральным персонажем в десяти выпусках о приключениях Лиги Справедливости.
По задумке авторов, Барт родился в XXX веке у Дона Аллена и Мелони Тоун, получив запутанную родословную супергероев и суперзлодеев. Его отец, Дон, был одним из Близнецов Торнадо, а его дед со стороны отца — второй Флэш, Барри Аллен. Его бабушка со стороны отца — Айрис Уэст Аллен, также являющаяся приёмной тётей первому Кид-Флэшу — Уолли Уэсту. Кроме того, Барт приходится двоюродным братом супергероине XS, члену легиона Супергероев и дочери Даун Аллен. Со стороны матери — потомок Профессора Зума и Голубого Кобальта, а также единокровного брата Оуэна Мерсера, второго Капитана Бумеранга. В дополнение к этому, впоследствии появился Тадеуш Тоун, клон Барта и его злой брат-близнец, позже ставший известным как Инерция
Большую часть своей карьеры супергероя Барт был помощником Уолли Уэста, третьего Флэша. В 2006 году, после клинической смерти Уэста во время событий Infinite Crisis, Барт принял у него мантию Флэша. Срок пребывания на этом посту был недолгим, его убили после выхода всего 13 выпусков серии The Flash: The Fastest Man Alive. После о Барте не вспоминали почти два года, а затем он, более молодой, появился как Кид-Флэш в серии 2009 года Final Crisis: Legion of 3 Worlds. После того, как в 2011 году DC Comics пересмотрели всю вселенную своих комиксов с целью последующего перезапуска самых популярных серий комиксов, Барт снова появился как беглец из далёкого будущего по имени Бар Торр. Попав в XXI век, утративший все воспоминания Бар Торр получил псевдоним «Барт Аллен» и пытается сделать карьеру Кид-Флэша. Несмотря на то, что он является членом Юных Титанов, он не присоединяется к Флэшу (Барри Аллену) в качестве помощника.

## Биография

### Первые упоминания
Как показано в серии комиксов о Легионе Супергероев, детей Барри Аллена — Близнецов Торнадо — в 2995 году арестовало правительство Земли, попавшее под влияние Доминаторов. После быстрого суда, на котором при помощи сфабрикованных улик их приговорили к смерти за измену, их казнили. Согласно заявлению Daily Planet, Дон Аллен спасся благодаря своей жене Кармен Джонсон, своей матери Айрис Уэст Аллен и 2-летнему (выглядит на 12) сыну Барри Аллену II.
Эти события были стёрты в ходе изменений, произошедших в ограниченной серии Zero Hour: Crisis in Time. Однако, похожая цепь событий произошла на Земле-247 (Земля, на которой проживает Легион эпохи после Zero Hour), с Близнецами Торнадо и их семьями во время путешествия туда с Новой Земли.

### Импульс
Страдая от сверхускоренного метаболизма, Барт Аллен старел намного быстрее, чем положено, в результате чего в свои два года он выглядел на 12 лет. Чтобы он не пострадал психически, он был помещён в машину, генерирующую виртуальную реальность, где скорость хода времени компенсирует скорость взросления Барта. Когда стало ясно, что этот способ не помогает, его бабушка, Айрис Аллен, забрала его в настоящее, где Барт и Уолли Уэст, в то время носивший мантию Флэша, устроили гонку, во время которой Уолли вынудил Барта к сверхбыстрому взрыву Силы Скорости, что затронуло метаболизм Барта и вернуло его к нормальному состоянию. Так как все детство Барт провёл в смоделированном мире, то он был лишён всякого чувства осторожности и все делал прежде, чем думал. Когда Уолли понял, что не справится, он отправил Барта к спидстеру в отставке Максу Меркурию, который вместе с Бартом переехал в Манчестер, Алабама. Первоначально псевдоним «Импульс» был придуман самим Бартом в качестве своего кодового имени, однако в выпуске Impulse #50 показано, как Бэтмен фактически называет Барта «Импульсом», больше предупреждая молодого супергероя, чем делая ему комплимент.
Первоначально Барт присоединился к Юным Титанам прежде, чем стать членом-основателем (вместе с Робином и Супербоем) новой команды под названием «Юная Лига Справедливости». Некоторое время у Барта был свой космический корабль, полученный им от богатого султана в благодарность за спасение его замка. Команда использовала это судно чтобы воссоединить Дойби Диклса с его королевой и восстановить истинную власть на Мирге. Импульс оставался в составе Юной Лиги Справедливости довольно продолжительное время, в течение которого научился создавать своих собственных клонов из Силы Скорости. Это позволило ему быть в нескольких местах одновременно. Новая способность казалась полезной, пока один из дупликатов. или «посланников», не был убит во время событий основной сюжетной арки Our Worlds at War, когда половина команды пропала на Апокалипсе. Барт временно оставил Юную Лигу Справедливости, так как смерть одного из «посланников» вызвало у него кому, что заставило его считаться с собственной смертностью.
После последующего исчезновения Макса Меркурия, его приняли на воспитание Джей Гаррик и его жена Джоан. После распада Юной Лиги Справедливости, Барт примкнул к своим старым товарищам, став членом нового воплощения Юных Титанов.

### Кид-Флэш
Вскоре после того, как Барт стал членом Юных Титанов, он был ранен в колено Детстроуком (в это время тот был одержим Иерихоном) и ему вставили протез. Пока длилось его выздоровление, Барт прочитал каждую книгу в Публичной библиотеке Сан-Франциско и вновь открыл себя как Кид-Флэша. После исцеления искусственное колено не мешало ему перемещаться на скоростях, приближенных к скорости света. Когда Робин сказал ему, что, если он станет Кид-Флэшем, то будет вечно жить в тени Флэша, на что Барт ответил: «Нет, он будет жить в моей».
В сюжетной арке Titans Tomorrow Барт стал Флэшем вместо Уолли, погибшего в Кризисе, и сумел украсть скорость других спидстеров, что в прошлом он уже проделывал. Будучи членом деспотичной команды Титанов будущего, он был шпионом противоборствующей команды, Титанов Востока, которых возглавлял Киборг будущего. Кроме того, у Барта имеются романтические отношения с Роуз Уилсон, Разрушительницей.

### Infinite Crisis
Во время событий кроссовера Infinite Crisis Супербой-Прайм нападает на Коннера Кента (Супербой), а также ранит или убивает нескольких членов Юных Титанов, этим побуждая Барта остановить его. Он добился этого, разогнавшись до сверхсветовой скорости, и управлял Супербой-Праймом, вошёл в Силу Скорости при помощи старших спидстеров, Джея Гаррика и Уолли Уэста. Этот подвиг имел негативные последствия, так как Джей достиг своего предела прежде, чем они добрались до Силы Скорости, а Уолли превратился в энергию и исчез, оставив Барта одного сражаться с гораздо более сильным Супербой-Праймом. К счастью для молодого спидстера, ему помогли ранее ушедшие в Силу Скорости Барри Аллен, Джонни Квик и Макс Меркурий.
Барт провёл четыре года в Кистоун-сити альтернативной реальности, где вместе с Уолли, альтернативной версией Джея Гаррика и призраками Барри и Макса, он находит Супербой-Прайма, сбежавшего из тюрьмы. Спидстеры собираются вместе, чтобы найти способ вернуться в свою реальность. В попытке оказаться там прежде Супербой-Прайма, Барт использует кольцо Уолли и костюм Барри, чтобы помочь себе пережить поездку.
Костюм его дедушки сделал так, что повзрослевший Барт появился в Токио и смог сражаться рядом с Суперменом и другими героями в Битве за Метрополис, направив свою жажду мести за убийство Коннера Кента на битву с Супербой-Праймом, заставив злодея отступить. Когда Кризис был разрешён, Барт объяснил Джею, где он был и как была разрушена Сила Скорости. Использовав остатки Силы Скорости на Битву за Метрополис, Барт отдаёт костюм Барри Джею и заявляет: «Самому быстрому человеку из живущих» (англ. the fastest man alive).

### The Flash: The Fastest Man Alive (2006—2007)
Внезапно ставший взрослее, чем его друзья, которые не могли помнить пропущенные им годы, и постоянная скрытность — его тайна заключалась в том, что Сила Скорости все ещё была с ним и она угрожала сокрушить его — Барт решил создать себе личность с обычной, земной жизнью. Он получил должность заводского рабочего в Keystone Motors и пытался оставить карьеру супергероя в прошлом; однако множество проблем вокруг него вынудило его вновь надеть костюм.
Когда его сосед внезапно обрёл суперсилы и стал Гриффином, Барт вынужден был принять своё наследие. Он выяснил, что поглотил всю Силу Скорости и начал тренировать свой контроль над этой силой. Пойдя по стопам своего отца и деда, Барт Аллен стал Флэшем. Вскоре после нанесения поражения Гриффину последний Флэш переехал в Лос-Анджелес, чтобы начать новую главу в своей жизни. В качестве гражданского лица Барт начал обучение в полицейской академии Лос-Анджелеса, выбрав профессию судмедэксперта.
Через некоторое время после того, как он принял личность Флэша, его рассмотрели для членства в Лиге Справедливости и Барт получил особую рекомендацию от Бэтмена, который предполагал, что он уже готов к этому. Примерно в то же время с ним связался Робин и предложил место в Юных Титанах. Однако после противостояния Степному Волку вместе с переродившейся Лигой Справедливости, Барт стремился присоединиться к Лиге, а не к Юным Титанам.
Когда Барт боролся в своей квартире с Капитаном Холодом, появился Зум и напал на Барта. Очевидно было, что Зум работал на бабушку Барта, Айрис. Позже было показано, что Айрис вернулась в прошлое, чтобы предупредить Барта о Негодяях (в то время в их составе были Абра Кадабра, Магистр Зеркал, Тепловая волна, Крысолов, Трикстер, Погодный Волшебник и Капитан Холод), которые объедини силы с Инерцией. Вместе они пытались построить машину, которая останавливает время. Поскольку этот план начал осуществляться, Барта арестовали за сражение со Степным Волком, который оказался Новым Богом.

#### Смерть и наследие
Барт, освободив себя силой Флэша, вступил в бой с Негодяями. Во время этого сражения выяснилось, что машина, построенная Инерцией, вытягивает Силу Скорости из человека вместо того, чтобы по-настоящему замораживать время. Когда это свойство машины было применено на Барте, он потерял свои силы и оказался в окружении Негодяев, но это привело к появлению Чёрного Флэша. Машина Инерции была крайне нестабильна, но при этом, если Силу Скорости не выпустить из неё, она может уничтожить все Западное побережье. Чтобы дать время Валери выпустить Силу Скорости из машины, Барт боролся с Негодяями прежде, чем преследовать Инерцию. Когда он поймал и избил Инерцию, он снова вернулся к Негодяям. Напуганные этим Капитан Холод, Тепловая Волна и Погодный Волшебник убили его. Его жертва спасла тысячи жизней.
Скорбящие о нём создали в Музее Флэша мемориал свечей. В Сан-Франциско, около Башни Титанов, мемориальная статуя Барта в костюме Кид Флэша была установлена рядом со статуей Супербоя.
Поскольку возвращение Уолли Уэста совпало со смертью Барта, Инерция утверждал, что утрата сил Бартом была прямым следствием того, что выпущенную Силу Скорости поглотил Уолли. Однако никто не винил Уолли, который отмстил за своего протеже, заморозив тело Инерции, но оставив его в сознании. Инерция был помещён в качестве живой статуи в экспозицию Музея Флэша, посвящённую жизни Барта. В серии комиксов Final Crisis: Rogues Revenge Инерция был освобождён, но продолжил свою деятельность, пытаясь убить семью Барта Аллена и был остановлен врагом Флэша, Зумом. Зум показал, что хочет, чтобы Инерция стал новым Кид Флэшем. Вместо этого Инерция украл у Зума способность к манипуляции временем, оставив его без способности даже ходить, и взял себе новый псевдоним — Кид Зум. Негодяи боролись с Кид зумом и последний был выведен из строя Крысоловом, после чего Негодяи убили Кид Зума. Негодяи переместили труп Инерции в Кистоун-сити, где оставили с сообщением: «Скажите Флэшу, что даже мы — Негодяи».
Марк Гуггенхайм, автор арки, в которой Барт умирает, сказал, что смерть Барта была решением всей редакции и его проинструктировали, что его арка из пяти выпусков должна закончиться смертью Барта и участием в этом Негодяев.
В Кистоун-сити провели торжественные похороны Барта, на которых Джей Гаррик, Киборг, Чудо-девушка и Робин произнесли хвалебные речи. В конце своей речи Робин включил видео с Бартом, снятое вскоре после того, как Барт принял мантию Кид Флэша. В нём Барт признаётся, что гордится быть частью наследия Флэша и что был счастлив быть членом юных Титанов. После проведения этих похорон, более частные похороны прошли в Башне Титанов, где установили ту самую золотую мемориальную статую рядом со статуей Супербоя.
Во время вторжения Корпуса Синестро на Землю, Супербой-Прайм в первую очередь наведался на могилу Барта и осквернил её. На могильной плите с надписью «Барт Аллен: Флэш», он, при помощи теплового зрения, зачеркнул примечание «Самый быстрый человек из живших» и на его месте написал «Самый глупый парень из умерших».

### Возвращение: Снова Кид-Флэш
В мини-серии Final Crisis: Legion of 3 Worlds Барт Аллен возвращается к жизни в виде подростка в одеянии Кид-Флэша, когда Брейниак 5 активирует фазу 2 в своём плане победить Супербой-Прайма и Легион Суперзлодеев. Это воскрешение произошло благодаря активации «капсулы с живой молнией», в первый раз показанной в кроссовере The Lightning Saga. Брейниак 5 объясняет, что так или иначе Барт должен был погибнуть, потому что внезапное взросление Барта вновь вернуло его метаболизм к изначальному состоянию, что значит, что если Негодяи не убили бы Барта, он сам бы умер от старости в течение нескольких месяцев. Поскольку он необходим для победы над Супербой-Праймом, Брейниак 5 отослал Легион в XXI век, чтобы использовать разряд молнии Уолли Уэста и дать истинной сущности Силы Скорости Барта вместилище. В XXXI веке объединёнными усилиями Молниеносных Ребят и Молниеносных Девушек, совместно с Экс-Эс, бегущей по Космической беговой дорожке, они освободили Барта из Силы Скорости. Барт и Экс-Эс утверждают, что они чувствуют новую силу в Силе Скорости, предполагая, что они предчувствуют возвращение Барри, хотя Барт верит, что это Макс Меркурий.
Вскоре после воскрешения Барта Легион вернул к жизни и Супербоя. Действуя в паре с целью помочь Легиону оба молодых супергероя наносят поражение Супербой-Прайму, заставив его уничтожить самого себя (в буквальном смысле). После Барт пытается убедить XS вернуться в прошлое вместе с ним, но она отказывается, оставшись в будущем. чтобы узнать новую Землю.
После их возвращения в настоящее Супермен собирает вместе Юных Титанов и уже взрослых Титанов, чтобы заново познакомить их с Кид Флэшем и Супербоем.

### The Flash: Rebirth
В сюжетной линии The Flash: Rebirth Барт быстро обнаруживает, что за время, пока он отсутствовал, все значительно изменилось. Его дедушка, легендарный спидстер Барри Аллен, тоже вернулся с того света. В Западной Башне Юных Титанов, где Робин и Чудо-девушка готовят долгожданную вечеринку в честь возвращения Барта, пока все ушли на парад в честь возвращения Барри, сам Барт настроен скептически по отношению к возвращению своего деда, очевидно желая «вернуть все как было». Он хочет, чтобы Уолли снова был Флэшем, а он все ещё был бы его помощником. Это желание в большей степени основано на том, что Барта рассердил факт, что Барри вернулся из Силы Скорости, а наставник Барта, Макс Меркурий, — нет.
Барта, как и многих других использующих Силу Скорости, пронзило острой болью, когда Барри одним прикосновением случайно убивает спидстера-злодея, Сэвитара. Когда то же повторяется и с другим спидстером-злодеем, показано, что Барри — очередное воплощение Чёрного Флэша. ЛСА и ОСА сотрудничают, чтобы поместить Барри в машину, которая разрушит связь Барри с Силой Скорости. Барт быстро мчится туда и конфликтует с Барри по поводу того, почему Макс Меркурий не вернулся, но его дедушка не нашёл чем ответить. Часть Барри, принадлежащая Чёрному Флэшу, берёт верх, разрушает машину и пытается подчинить себе всех спидстеров, находящихся поблизости, включая Барта. Его друзья, среди которых Барт, Уолли, Айрис и Джей, наблюдают как он быстро убежал.
Супермен объяснил Барту и остальным, что Барри пытается вернуться в Силу Скорости, чтобы защитить их. Уолли решает следовать за ним и вернуть его, а Барт просит его, чтобы он вернул и Макса Меркурия тоже. Вскоре после того, как Уолли убегает, Линда связывается с Джеем Гарриком и Бартом, сообщая что в её доме Профессор Зум, Обратный Флэш, который напал на её детей, Джея и Айрис. Барт и Джей направляются к месту событий и сражаются с Профессором Зумом по всему городу. Во время их противостояния Профессор Зум ругает Барта, называя его грязью на династии Тоун, так как Барт одновременно и Аллен, и Тоун. Он намного искуснее Барта и уже собирается нанести ему ещё один удар, когда из Силы Скорости возвращается Макс Меркурий. Барт потрясён этим и вне себя от радости, увидев своего наставника. Возвращаются Уолли и Барри, а также группа спидстеров, имеющая зуб на «Обратного Флэша» и готовая к бою.
После сражения с Обратным Флэшем, дочь Уолли Уэста, Айрис сталкивается с Джесси Чемберс и открывает в себе способности к суперскорости. Барт очень удивился, когда Айрис надела его старый костюм и приняла личность Импульса.

### Blackest Night
После возвращения Барта Аллена и Коннера Кента, из мемориала Башни Титанов были убраны обе статуи, изображающие их. Однако Некрон (DC Comics), «чёрная персонификация» Смерти, стремится исправить их жизни во время событий кроссовера «Темнейшая Ночь» (англ. Blackest Night). Барт, вместе с Уолли, мчится по всему миру, чтобы предупредить каждого супергероя о вторжении Корпуса Чёрных Фонарей. После Барт и Уолли возвращаются в Кост-сити, что распределить членов Лиги Справедливости и Юных Титанов для противостояние Некрону, который ведёт Чёрных Фонарей. Несмотря на то, что Барт был возрождён, его статус как покойника позволил чёрному кольцу силы преобразовать его в Чёрного Фонаря.
После того, как его дедушка был выбран Гансетом из Стражей Вселенной, лидером Корпуса Голубых Фонарей, в качестве Голубого Фонаря, Барт незамедлительно вступил в бой с ним. Голобуе кольцо силы Барри выясняет, что Барт все ещё жив, но в ближайшее время умрёт, если не избавить его от чёрного кольца силы. Барри почти сделал это, использовав конструкты из голубой энергии, воссоздающие изображения Барта как Импульса и Кид Флэша, но ему помешали Чёрные Фонари Профессор Зум и Соловар. Уолли и Голубой Фонарь Святой Уолкер приходят к нему на помощь, чтобы совместными усилиями победить их. Барт пытается использовать свои способности к сверхскорости, чтобы убить Уолли, но вместо этого на время возвращается к нормальному состоянию. Барри понимает, что их общая связь с Силой Скорости поможет вернуть Барта, и он использует это, чтобы сломать влияние чёрного кольца и освободить внука.

### Возвращение к Титанам
Через некоторое время после событий Темнейшей Ночи Барт и Коннер вновь были вызваны Киборгом, чтобы помочь найти действующего члена команды Титанов, супергероя по имени Статик, который пропал, когда навещал родных в Дакоте. Эти трое супергероев прибывают на место сражения, где Юные Титаны вступили в бой с гангстером со сверхспособностями, зовущим себя Холокост. Они как раз успели к моменту, когда Холокост готов нанести их друзьям сокрушительное поражение. Барт и Коннер комментируют ситуацию, как отличный повод вернуться с «заслуженной пенсии» и вновь присоединиться к Юным Титанам. Холокост лишь смеётся и говорит им попробовать, на что Барт ответил: «Так и знали, что попросишь!». После продолжительного сражения Барт наконец побеждает злодея, начав бегать вокруг него настолько быстро, что образовавшийся вакуум засосал Холокоста в самое ядро Земли.
По просьбе Тима Дрейка Барт направляется в Готэм-сити, где спасает Селину Кайл от нападения Лиги Убийц, в то время как сама она спит в своей квартире. После ликвидации неудавшихся убийц Барт отвечает Тиму по радио, что Селина в данный момент «суперклассно» и что, возможно, это лучший день в его жизни.
Вскоре после переезда в Башню Титанов, Барт показывает Коннеру, что за недолгий период пребывания в будущем, он изучил множество отчётов и схем технологий. Он также упоминает, что постепенно забывает их из-за постоянных исправлений временного потока, из-за чего ему приходится записывать все, что он ещё помнит.

### Flashpoint
Когда Айрис Уэст Аллен позвала Барри, она, Джей Гаррик, Уолли Уэст и Барт Аллен обеспокоены тем, что он изолировал себя ото всех. Барт полагает, что Барри его не любит и поэтому убегает., пока не подвергается нападению Хот Порше. Барри прибывает слишком поздно, когда Хот Порше выпустила весь разряд своей дубинки в Барта и его поглотила молния. Однако Хот Порше ошибочно полагает, что Барт не является одной из аномалий, затронувших временную линию, также известную как Flashpoint.
На Земле с альтернативной историей Барт просыпается в XXXI веке и выясняет, что находится в стазис-капсуле Брейниака и что он потерял суперскорость. После сбоя, чтобы избежать очередной поимки Брейниаком, он вступает в противостояние с женским вариантом Хот Порше, которая разделяет его и Брейниака. Эта Хот Порше раскрывает себя как Петти Спивотт, помощницу Барри Аллена. Барт должен найти способ вернуть свою суперскорость, иначе он просто будет стёрт из реальности. Барт узнаёт, что Петти украла мотоцикл и оборудования Хот Порше и заняла его место. Он позволяет Брейниаку вновь поймать его и поместить в стазис-капсулу, после чего Барт взламывает систему безопасности Брейниака изнутри. Петти задерживает Брейниака и ломает энергетический проектор, в результате чего к Барту возвращается его суперскорость. Барт бежит и перемещается сквозь время в XXI век, но перед этим обещает Петти, что вернётся и спасёт её. Однако тело Барта преобразовалось в Чёрного Флэша, которым управляла Сила Скорости, вынудив его ослабить силы спидстеров Макса Меркурия, Уолли Уэста и Джея Гаррика. Барт избавляется от личности Чёрного Флэша и направляется к Барри, когда понимает что сила предназначена ему. Барт должен быть преобразован в свет Силы Скорости, что возвратит Барри его способности и позволит ему спасти мир.

### The New 52
После того, как в 2011 году DC Comics перезапустила всю вселенную своих комиксов, Барт появляется в серии комиксов о Юных Титанах. Он не может объяснить, откуда у него способность передвигаться на сверхчеловеческих скоростях, но он уверен, что связан с Флэшем, поэтому называет себя Кид Флэшем. Второй выпуск серии Teen Titans раскрывает, что Кид Флэш это Барт Аллен. Вёрджил Хокинс, блестящий молодой специалист из Лаборатории СТАР, проводит обследование Барта и приходит к выводу, что он не из XXI века, а скорее всего из XXX века. Основываясь на данных обследования, Вёрджил дарит Кид Флэшу новую униформу, которая стабилизирует его молекулы. Этому Барту Аллену также приходят намёки в виде вспышек будущих событий и воспоминаний Потерянного Легиона.
В серии комиксов  Justice League of America’s Vibe Аманда Уоллер делает вывод из тестового сражения Кид Флэша и Вайба, что Барт использует способности Силы Скорости, которую Вайб может разрушить. Когда они случайно касаются, Вайб видит прошлое Кид Флэша и выясняет, что Барт является преступником из будущего. Кид Флэш утверждает, что у него нет воспоминаний ни о его прошлом, ни о том, зачем его послали назад во времени. Оба супергероя находят место, в которое Барт попал по прибытии и которое он видел во сне несколько месяцев, но Барт сразу же сбегает, потому что не доверят Лиге Справедливости. В выпуске Flash #21 Кид Флэш встречает Флэша (Барри Аллена). Флэш узнаёт что Барт из будущего и ощущает, что его способности не связаны с Силой Скорости. Барт Аллен говорит, что это не его настоящее имя, но отказывается говорить, кто дал его ему. Он также отказывает Флэшу в возможности поделиться с Mfhnjv тайной его личности.
Новая история происхождения Барта Аллена описана в выпусках Teen Titans #25 и 26 (декабрь 2013, январь 2014). В качестве его настоящего имени приводится Бар Торр и он послан назад в прошлое по программе защиты свидетелей, прежде чем быть судимым за ужасные преступления. Наводящий страх мятежник из дистопичного инопланетного мира Альтрос Прайм, Бар Торр был сыном набожной пары, убитой Чистильщиками, агентами репрессивного режима Функционера. Осиротев, Бар поместил свою сестру, Ширу, в женский монастырь, где о ней будут заботиться, после того как несколько тяжёлых лет защищал её. Не в силах из-за своей молодости самостоятельно расправиться с Чистильщиками, он решил пополнить их ряды. Впоследствии после крушения космического корабля, провозившего контрабанду для Чистильщиков, Торр понял, что неизвестным образом обрёл исцеляющий фактор и способность перемещаться на сверхскорости, что он использует для свершения кровавой мести Функционеру, посылая обнадёживающие сообщения угнетённому народу своего родного мира. Позднее он собрал армию мятежников и начал полномасштабное восстание против Функционера, которое продержалось несколько лет, пока мятежники серьёзно не ранили повзрослевшую Ширу, воспитанную пропагандой Функционера. Это побудило Барта пересмотреть свои взгляды. В поисках компромисса, он обещал Функционеру, что разрушит собственное восстание изнутри. Пока судьи стряпали дело против Барта он был послан в XXI век с новой личностью и новыми воспоминаниями как Барта Аллена. В наши дни, в связи с нападением Джонни Квика из Преступного Синдиката, судьи возвращают Барта и его команду в будущее, где Барт ожидает суда, а команда узнает о его прошлых преступлениях.

## Силы и способности
Основная способность Барта — сверхскорость, а также все возможности, которые характерны для спидстеров Вселенной DC: создание вихрей, бег по воде, вибрирование сквозь материю. Вибрирование сквозь материю приводит к эффекту «молекулярной тянучки», если Барт недостаточно сконцентрирован. также он обладает особой аурой, окружающей его тело и предотвращающей трение о воздух при беге. Барт и в самом деле обладает некоторыми способностями, которые не замечены у других спидстеров. У него возможность создать из Силы Скорости «посланников», которых он может переместить во временном потоке, но он нечасто пользовался этим, так как в основной сюжетной арке Our Worlds at War, описанной в сериях комиксов Impulse, Superboy и Young Justice, после смерти одного из «посланников» Барт на некоторое время впал в кому. Будучи вынужденным использовать эту возможность во время событий кроссовера World Without Young Justice, он впоследствии регулярно к ней обращался, вплоть до момента, когда он принял мантию Кид-Флэша.
Барт устойчив к изменениям во временном потоке. Его родители встретились в непрерывности после событий Zero Hour, но Барт прибыл в прошлое непрерывности до изменений, вызванных этими событиями. Также Барт обладает фотографической памятью: он может вспомнить все, что когда-либо читал, слышал или видел (включая прочитанное на сверхскорости собрание книг в Публичной библиотеке Сан-Франциско), что позволяет ему извергать гору энциклопедической информации в качестве комментария сложившейся ситуации, а также вороха цитат из книг Марка Твена, труды которого ему очень нравятся. Также вместе с товарищем по команде, Статиком, он может создавать мощный радиосигнал: Барт создаёт колебания, вращая свои руки на сверхскорости, а Статик использует эти колебания для передачи электромагнитного импульса.
После событий Infinite Crisis Барту намного сложнее управлять своими способностями, так как он содержит всю Силу Скорости и сам является её воплощением. Когда Барт наслаждается скоростью, вокруг него будто начинает возникать статическое электричество, а Сила Скорости внутри него становится настолько смертельно опасной, что он при беге носит костюм Флэша, чтобы нечаянно не убить себя при этом. Только после постепенного возвращения воспоминаний об обстоятельствах его сражения с Гриффином на параллельной Земле, он приобретает некоторый контроль над Силой Скорости, которая покинула его тело только после его смерти.

## Наследие Флэша
Дебютировав в выпуске The Flash #91, Барт впоследствии был обучен несколькими героями с суперскостью, включая Джея Гаррика, Джонни Квика и Макса Меркурия. До появления его нежелания носить жёлто-красный костюм, Барт с большим энтузиазмом принимал факт, что когда-нибудь станет Флэшем. Однако, несмотря на это, у Уолли Уэста были некоторые опасения насчёт Барта, что отчётливо видно в том, что он назвал своим преемником Джесси Чемберс и отказал Киборгу, желавшему принять Барта в новое воплощение Юных Титанов. Барт понял намёки и, после того, как Робин сказал, что Барт всегда будет в тени Флэша, ответил ему «Нет, он будет жить в моей».

## Другие версии
Несколько версий Барта Аллена, которые появлялись вне основного канона комиксов.

### Dark Tomorrow
После смерти Макса Меркурия и Хелен Клэйборн, Барт возвращается к своей матери в будущее, а его девушка Кэрол Баклен переезжает. Кэрол начинает изучать Силу Скорости, чтобы использовать её возможности на благо человечества. Коррумпированный президент Тоун, дедушка Барта, забирает её исследования и создаёт себе Гиперохрану, состоящую из сверхбыстрых солдат. В итоге Кэрол решает связаться с молодой версией себя и Бартом. Барт предотвращает смерти Макса и Хелен, уничтожая данную действительность. Эта реальность описана в выпусках Impulse #73-75.

### Titans Tomorrow
Во вселенной Titans Tomorrow у Барта была одна из ключевых ролей. В этой вселенной Уолли Уэст умер и Барт занял его место в качестве Флэша. Команда Юных Титанов превратилась из молодых супергероев в деспотичных фанатиков, которые правят всей западной частью США. В конце концов выясняется, что Барт был шпионом для Титанов Востока, мятежной группы супергероев во главе с Киборгом и Пчелой. У него, вероятно, были романтические отношения с Роуз Уиллсон.
После смерти Барта график времени был изменён, в результате чего оказалось, что текущие версии Барта и Коннера Кента из Titans Tomorrow являются клонами, созданными будущей версией Тима Дрейка. В отличие от своего предшественника, Барт-клон не является шпионом и полностью придерживается взглядов своих деспотичных товарищей по команде.

### Time and Tempest
Иное, альтернативное будущее было показано в выпусках The Ray #25-26. Здесь Барт, Рэй Террил и Триумф являются «тремя богатыми парнями со сверхсилами». Барт влюблён в подругу Рэя, с которой Рэй обращается по-свински. В конце концов Барт понимает, что с ней у него нет будущего, и расстаётся с ней, отправив Рэя в нокаут и оставив его, не подозревая, что по их следу идут наёмные убийцы.

### Легион Супергероев (телесериал)
В комиксе, основанном на мультсериале о легионе Супергероев, Барт появляется в качестве второстепенного персонажа. Когда Попрыгун и Двойняшка попали в ловушку Виртуальной реальности, к ним пришёл Импульс, который помог им сохранить Виртуальный Мир, в котором обитает Барт (из-за своего ускоренного старения), от разрушения.

### Тайны Смолвиля (Сезон 6)
Появился в 6-м сезоне сериала. Барт появляется в сюжетной арке Haunted комикса-продолжения телесериала «Тайны Смолвиля», арка посвящена Супермену и поимке Псаймона на улицах города. Они получают сообщение от Сторожевой башни, что Мосье Маллах и Мозг сейчас в Париже и грабят Лувр, и, пытаясь их остановить, Барта преследуют «блики демона скорости», что мешает ему отправиться за преступным дуэтом. Барт и Кларк отправляются на поиски Джея Гаррика, первого спидстера, знающего как остановить демона. Барт жертвует собой в финальном столкновении с демоном. В этом комиксе внешность Барта отличается от той, что была в сериале: он сбрил светлые волосы и носит костюм, очень похожий на экипировку Джея Гаррика. В следующей арке, Argo, Кларк на праздновании с Карой и Легионом Супергероев в честь победы над Думсдэем он, к своему удивлению, видит молодого Барта

## Вне комиксов
- По первоначальной задумке детского канала Kids' WB в мультсериале «Лига Справедливости» должны были появиться Робин, Импульс и женская подростковая версия Киборга в качестве младших членов Лиги. Однако руководство канала посчитало, что это сделает новый мультсериал слишком похожим на более старый мультсериал «Друзья-супергерои». Короткий отрывок из первоначальной версии с этими персонажами доступен в качестве бонуса на DVD-издании первого сезона «Лиги Справедливости».[56]
- В эпизоде телесериала «Тайны Смолвиля» под названием Run появляется спидстер по имени Барт Аллен, в роли которого снялся Кайл Галлнер. Также этот персонаж пользовался именами «Джей Гаррик», «Барри Аллен» и «Уолли Уэст», которые являются именами первых трёх Флэшей в основной Вселенной DC. Он показан как эгоистичный подросток, который использует свои способности для совершения краж, хотя немногим позже он показал изменения в моральном поведении, когда помог Кларку спасти его отца. В качестве своего рода шутки, когда он флиртовал с Хлоей Салливан, Барт утверждал, что он прибыл из следующего века (также в шутку добавляет, что и через 100 лет он и Хлоя будут любить друг друга). Барт показан гораздо более быстрым, чем Кларк: когда Кларк пытался поймать его, Барт оттолкнул его воздушной волной и скрылся, пробежав по воде. В конце эпизода Барт хочет путешествовать по миру, найти подобных ему и Кларку и организовать «клуб или лигу», после чего у него с Кларком была гонка, во время которой Барт не только бежал намного быстрее Кларка, но и пытался бежать спиной вперёд (что у него отлично получалось). Галлнер вернулся к этой роли в эпизоде шестого сезона Justice, в котором его персонаж уже использует псевдоним «Импульс» и первое время носит своего рода костюм. Барт появляется как часть команды Зелёной Стрелы. Согласно словам Зелёной Стрелы, он нашёл Барта в Стар-сити во время своего патруля, когда Барт «пытался добыть себе бесплатную еду», Оливер увидел в Барте что-то хорошее и предложил ему место в своей команде. Объединившись с Акваменом и Киборгов эти двое разработали план по поиску и уничтожению проекта LuthorCorp под кодовым названием 33.1. В его образе сочетаются черты и личности нескольких Флэшей. Когда Кларк и Лекс пропали при обрушении Крепости Одиночества, Импульс и Киборг обыскивали южное полушария в их поисках, но безуспешно. Позже Оливер упомянул, что Кларк и Барт отправились на миссию в Кистоун-сити и их, а также Виктора, Дину и Артура, можно увидеть на мониторах Хлои в Фонде Изис. Также Кайл Галлнер исполнил роль Барта в финале 8 сезона, Doomsday, где он пришёл на помощь Кларку в битве с его самым ужасным врагом из всех. Однако он в конечном счёте обернулся против него, чтобы спасти от гибели. В последний раз он замечен на похоронах Джимми Олсена и Хлоя упомянула, что Барт с остальной Лигой словно исчез с лица Земли. Его имя упоминается в 9 сезоне, в эпизоде Escape, где Кларк говорит Хлое, что Барт приедет на выходные. Также он упомянут как «Импульс» в эпизоде этого же сезона Checkmate, когда Аманда Уоллер требует найти всех, кто работал со Строжевой башней (она же Хлоя и Кларк).[57] В 10 сезоне, в эпизоде Icarus, он посещает похороны Картера Хола, но его лицо не было показано. В 11 сезоне, вышедшем в формате комикса, Барт жертвует собой, отправив себя и Чёрного Флэша, с которым сражался, в Силу Скорости.
- Барт как Импульс появляется в эпизоде мультсериала «Псих», где его озвучил Джеймс Марсден. Он присоединяется к другим супергероев в музыкальном номере, в котором они спрашивают Супермена, Бэтмена и Чудо-женщину, могут ли они называться «Друзьями-супергероями». Его партия включала утверждение, что они будут выглядеть значительнее, если пойдут с ним на «Сумерки».
- Джеймс Марсден вновь озвучил Барта в эпизоде мультсериала «Юная Лига Справедливости» Bloodlines. Первоначально его можно увидеть в 2056 году, когда он трудится над починкой машины времени, а закончил, прощается с неизвестным в форме тюрьмы Бэлле Рев. После этого он возвращается назад, в 2016 год, где материализуется прямо на базе внутри Горы Справедливости, после чего противостоит Найтвингу, Робину и Бист-бою. При попытке побега он был остановлен Найтвингом. После этого он говорит что он внук Барри Аллена и Айрис Уэст Аллен и он путешественник из будущего, но все могут звать его Импульсом. Чтобы доказать, что он из будущего, он показывает, что знает личности всех трёх супергероев. После этого он снова сбегает, чтобы увидеться со своей семьёй. Встретив своих бабушку и дедушку, он случайно выдаёт им, что у них родятся близнецы, а также встречает Флэша в отставке, Джея Гаррика, и Кид-Флэша в отставке, Уолли Уэста. Вместе с ними он пытается остановить внезапно напавшего на Централ-сити злодея, зовущего себя Нейтроном. В этой битве он показал, что намного быстрее Кид-Флэша. Когда четверо спидстеров (Джей, Уолли, Барри и Барт) останавливают Нейтрона, лишив злодея сил при помощи устройства, которое Барт незаметно для всех кинул в Нейтрона, Импульс возвращается в Гору Справедливости, где Найтвиннг при помощи теста ДНК подтвердил личность Барта. барт садится в машину времени, чтобы вернуться назад, но машина слишком повреждена, а Барт утверждает, что понятия не имеет/ как заставить её работать снова. Флэшбек, показывающий события 2056 года показывает Барта, который говорит, что должен спасти дедушке жизнь, и постаревшего Нейтрона, который утверждает, что Барт не сможет вернуться, а также передаёт ему то самое устройство, которое должно вылечить его. Впоследствии также было уточнено, что Барт вернулся ещё и затем, чтобы не дать Синему жуку обратиться ко злу и вызвать этим Апокалипсис Подчинителей. В последней серии Барт принимает мантию Кид-Флэша после гибели Уолли.
- В телесериале «Стрела», в эпизоде The Brave and the Bold, детектив Квентин Лэнс нечаянно называет Барри Аллена «Бартом Алленом». В телесериале «Флэш», в эпизоде Cause and Effect, потерявший память Барри предлагает называть себя «Бартом».

## Коллекционные издания
Истории с появлениями Барта Аллена, вышедшие в сериях комиксов The Flash, Impulse и The Flash: The Fastest Man Alive и впоследствии выпущенные в виде коллекционных изданий в мягкой обложке.
| Название                                               | Включены выпуски                                                                        |
| Оригинальные                                           | Оригинальные                                                                            |
| ------------------------------------------------------ | --------------------------------------------------------------------------------------- |
| Impulse: Reckless Youth                                | The Flash) #92-94 Impulse #1-6                                                          |
| The Flash: Dead Heat                                   | The Flash #108-111 Impulse #9-11                                                        |
| The Flash Presents: Mercury Falling                    | Impulse #62-67                                                                          |
| The Flash The Fastest Man Alive: Lightning in a Bottle | The Flash: The Fastest Man Alive #1-6                                                   |
| The Flash The Fastest Man Alive — Full Throttle        | The Flash: The Fastest Man Alive #7-13 DCU Holiday Special                              |
| The Brave and the Bold: Demons and Dragons             | The Brave and the Bold #13-16, The Brave and the Bold #181, The Flash #107, Impulse #17 |